# Scrophularia iranica
Scrophularia iranica är en flenörtsväxtart som beskrevs av Farideh Attar. Scrophularia iranica ingår i släktet flenörter, och familjen flenörtsväxter. Inga underarter finns listade i Catalogue of Life.